# Antiviral
Antiviralele sunt o clasă de medicamente utilizate în tratamentul infecțiilor virale. Majoritatea medicamentelor antivirale sunt utilizate pentru infecții virale specifice, dar există și antivirale cu spectru larg. Spre deosebire de antibioticele bactericide, antiviralele nu distrug agentul patogen, ci inhibă dezvoltarea acestuia.
Antiviralele trebuie deosebite de virucide, care nu sunt medicație, ci factori care dezactivează sau distrug particulele virale.